# 丈夫
丈夫，是婚姻中對男性的稱謂，在異性婚姻与妻子相对应。古代妻子对自己配偶又称夫婿、夫君、相公、官人，閩南語則稱翁婿（閩南語讀「ㄤ」(ang /ɑŋ/)，字用「翁」）、頭家、夫婿。外子则是妻子对他人称自己丈夫；而一般对他人丈夫则尊称为先生；現代社會夫婦會昵称丈夫为「老公」，昵称妻子为「老婆」，不過「老公（嫪ㄌㄠˋ公）」一詞在清朝是對太監的稱呼，故並非所有人都會使用「老公」來稱呼。
閩南語稱丈夫叫頭仔又稱「ㄤ」婿，夫妻稱「ㄤ」某。書寫成「翁婿」才是正確的 ；用「尪」、「尪某」、「尪婿」是錯誤的用法。「尪」指的是骨骼彎曲的疾病及瘦弱之意；呂氏春秋「季春紀」：「辛水所多疽與痤人，苦水所多尪與傴人。」高誘注：「尪，突胸仰向疾也。」；蘇軾上宋神宗皇帝書：「世有尪羸而壽考，亦有盛壯而暴亡。」 。臺語的用法，「尪」指的是人偶、靈媒、巫婆。 

## 詞源
- 「丈夫」在古代泛指男性，如《国语·越语》中的“生丈夫，……生女子”。
- 「老公（嫪ㄌㄠˋ公）」这个词在古时并不是女人对丈夫的称呼，而是对太监（公公）的蔑称。[7]
- 「前夫」是再婚的人称呼已去世的或离婚了的丈夫，区别于现在的丈夫。[8]
- 翁婿連用時，則意為老丈人和女婿，或單指後者，即「夫婿」, 此用法與「鳥鼠」一詞相當。